# L'Estère
L'Estère, in creolo haitiano Lestè, è un comune di Haiti facente parte dell'arrondissement di Les Gonaïves nel dipartimento dell'Artibonite.